# 冰岛—欧盟关系
冰欧关系，也称欧冰关系，是欧盟与冰岛的双边关系。2009年7月16日冰岛申请加入欧洲联盟，2011年6月17日双方开始正式谈判。虽然冰岛在许多方面已经大规模地结合入欧洲市场，但是由于在渔业方面的严重分歧双方的谈判依然有破产的可能性。假如双方谈判达成协议的话冰岛的加入合同依然需要获得所有欧洲联盟国家认可，以及通过冰岛全民公投。在冰岛申请加入欧盟前它已经是欧洲联盟内部市场和申根公约成员。
2015年3月13日，冰岛宣布放弃加入欧洲联盟并正在撤回申请，冰岛政府还表示如以后还有加入欧盟的意愿则会通过公投决定。

## 申请前的关系
冰岛是欧洲自由贸易区成员。这个组织是欧盟与在歐洲經濟區和申根区内的非欧盟国家组成的。由于冰岛是歐洲經濟區成员国，因此它也是一些欧盟机构和企业、环境以及教育（包括伊拉斯谟项目）和科研项目的无投票权成员。冰岛也向欧盟和欧洲经济区提供资金，促进各国间的社会和经济结合。冰岛在外政上也经常与欧洲联盟磋商，并经常按照欧盟的共同外交与安全政策定位。冰岛还参加欧盟非军事维持和平项目。
冰岛参加申根公约意味着其居民以及欧盟居民可以自由穿越其边境。冰岛还参加了都柏林公约来与欧盟协调司法和内政。在加入申根公约前冰岛就已经是北欧护照联盟成员，这个联盟后来全部加入申根区。每年有上千冰岛人赴欧盟工作或读书。大多数冰岛的外国人来自欧盟国家。

### 贸易关系

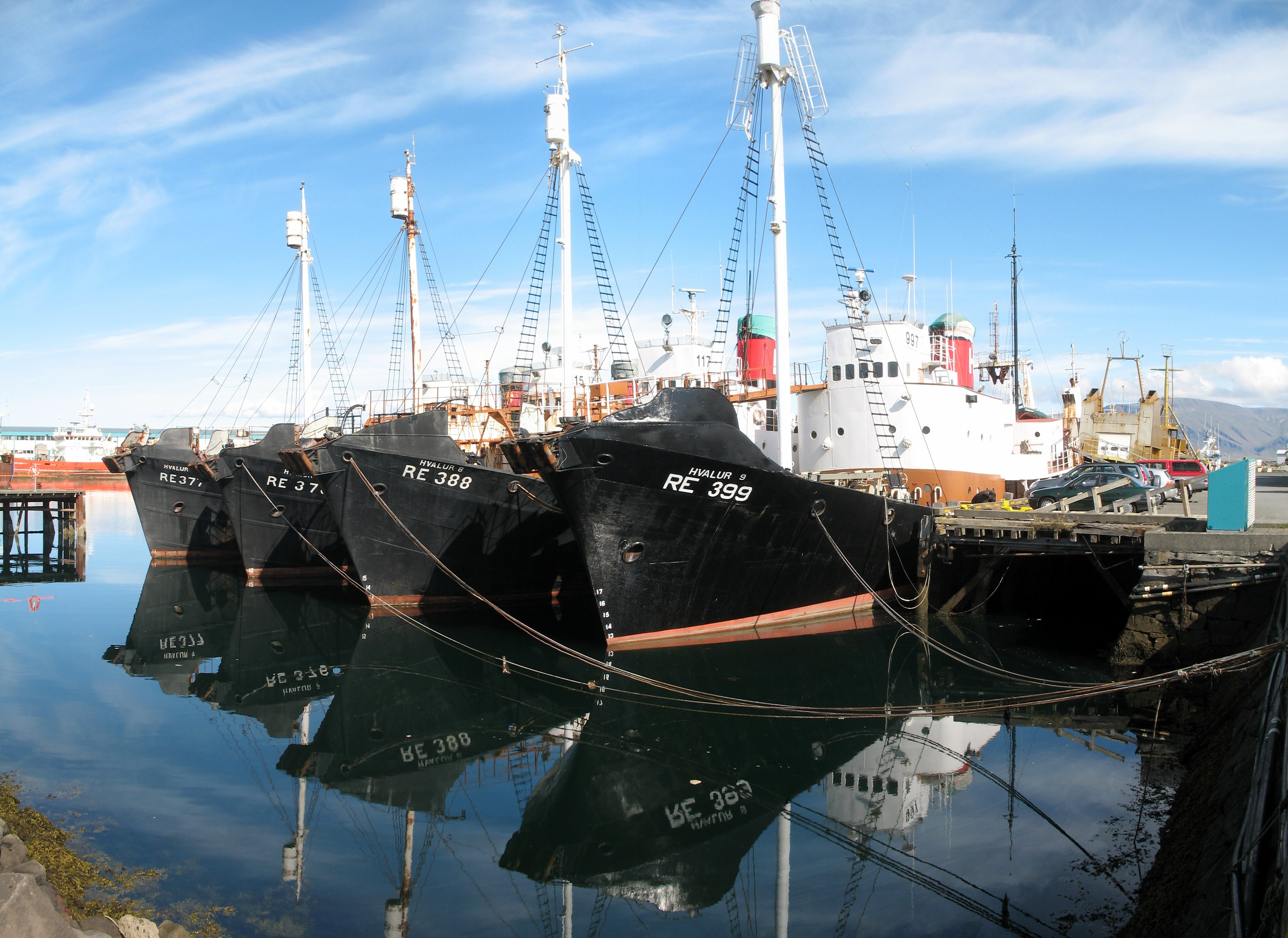
在对于冰岛经济来说最重要的渔业冰岛对欧盟的贸易盈余为8.79亿欧元

冰岛和欧盟之间的经济关系主要由两个条约规定。第一个是双方于1972年签署的双边自由贸易协约，第二个是1994年达成的歐洲經濟區协议。后者的目的在于使得冰岛和几个其它不属于欧盟的欧洲国家能够进入欧盟内部市场。但是冰岛的农产品和渔业不包括在这个协议内，这两项按照专门的双边协议处理。按照这些协议冰岛的法律必须符合欧盟货物、人口、服务和资本可以自由运动的准则。冰岛和欧盟每年有两次外长会议来协调双方的行动。
| 冰岛和欧洲的贸易 | 冰岛和欧洲的贸易 | 冰岛和欧洲的贸易 | 冰岛和欧洲的贸易 |
| 贸易方向         | 货物（2009年）   | 服务（2008年）   | 投资（2008年）   |
| ---------------- | ---------------- | ---------------- | ---------------- |
| 欧盟向冰岛       | €13.4亿          | €5.02亿          | €32亿            |
| 冰岛向欧盟       | €21.7亿          | €6.20亿          | €65亿            |

冰岛78%的出口是去往欧盟的，52%的进口来自欧盟，因此欧盟是冰岛最重要的贸易伙伴，其次为挪威。冰岛经济过去以渔业和可再生能源为主。但是在近年来它多样化了铝生产、制药业、信息技术、旅游业和金融服务业。冰岛依然出口大量鱼（继挪威和中国为欧盟的第三大出口国），2008年的世界贸易盈利为11亿欧元。在渔业欧盟2009年的贸易亏损为8.79亿欧元。到2009年冰岛金融危机时为止其金融服务业增长迅速，占其总出口的35%。

## 发展历史

### 2008年前
从1995年到2007年由保守派独立党和自由派进步党组成的政府反对冰岛加入欧盟，而反对党社會民主聯盟则赞成协商加入。
2006年2月8日前冰岛总理哈尔多尔·奥斯格里姆松预言冰岛将于2015年加入欧盟。他补充道其中最重要的因素在于欧元区的范围，尤其是丹麦、瑞典和英国会不会采纳欧元。他的预言遭到了一些批评，有些甚至来自他自己的政府成员。
前总理盖尔·哈尔德则在总理任内和任奥斯格里姆松外长时在不同场合下表态反对加入欧盟。他说：“我不同意奥斯格里姆松的观点。我们的政策是在可预见的未来不加入。我们深知不考虑这个可能性。”2006年3月31日在冰岛大学的演讲中他重申了这个观点，即冰岛没有特别的兴趣加入欧盟。在同一演讲中他还解释了为什么冰岛没有兴趣采纳欧元。
2007年冰岛议会大选后独立党和社会民主联盟再次组成联合政府，坚持不加入政策，但是这个政府设立了一个特别委员会监视欧盟内部的发展并向政府提出相应的措施。
由于冰岛本身的货币有限，因此政府考虑不加入欧盟但是采纳欧元的可能性。欧盟则说冰岛不成为欧盟正式成员的话不能加入歐洲聯盟經濟暨貨幣聯盟。

### 2008年金融危机
2008年5月17日在一次党内会议上哈尔德说他认为加入欧盟的代价远远超过其优点，因此他不支持加入。但是2008年9月金融危机对冰岛的打击特别强烈。2008年10月在于欧盟谈判把冰岛部分投资到国外的养老金基金收回冰岛问题时欧盟要求冰岛加入欧盟作为补偿。
2008年10月30日冰岛教育部长说：“冰岛必须定义其长期国家利益及重新考虑其货币政策，包括可能申请加入欧盟”以及该“申请需要在此后数周，而不是数月内讨论。”
两个星期后，2008年11月17日独立党宣布把它的大会从2009年秋提前到2009年1月来考虑加入欧盟的可能性。进步党的两名反对加入欧盟的领导人辞职，由两名更加赞成加入的人取代后也宣布将在1月开会。
进步党在它的大会上决定支持申请加入欧盟，但是提出了非常严格的条件，包括要求对冰岛自己的渔地和其它国家资源拥有完全主权。1月由独立党主持的政府解体后该当决定把这个问题推迟到3月决定。最后议会决定保持反对加入欧盟，但是也决定假如冰岛面临的问题无法解决的话加入欧盟的问题将由全民公投决定。

### 2009年大选和议会讨论
2008年冰岛银行系统崩溃后第一次大选前其财政部长斯坦格里姆·西格弗松在讨论申请加入欧盟是组成稳定联合政府最大的威胁时说“任何冰岛加入欧盟和单一货币的决定必须由其人民决定，不能由单一党派决定”。
在2009年的大选中进步党转为支持加入欧盟，但是独立党呼吁在开始谈判前进行全民公投。社会民主联盟把加入欧盟作为其选举的关键题目。
社会民主联盟在大选中获胜后总理约翰娜·西于尔扎多蒂说冰岛将立刻申请参加欧洲联盟，并在四年内引入欧元，来作为对付国家债务的解决方法。
2009年4月末英国声明支持冰岛加入欧盟。英国本身是欧盟成员国，但是在历史上长期与冰岛有水域和渔业的争议。
2009年5月初有消息透露议会将最终决定是否申请加入欧盟，在议会里社会民主联盟、进步党和公民运动一起已经有足够多的席位批准申请了。但是进步党首领坚决反对他的党在议会里帮助政府支持这个申请。反对欧盟的政府联盟党派左绿运动同意外交部长将于2009年春向议会提交与欧盟协商的法律草案。
2009年5月10日总理约翰娜·西于尔扎多蒂表示将比原来计划的更快行动。她宣布2009年5月15日就将向议会提交草案，授予政府与欧盟谈判的权力。她还说她相信这个草案会通过，她已经保证了议会多数会批准该草案，尽管她的联合政府中有一个党派反对谈判。她还说她估计最晚2009年7月冰岛将向欧盟提出申请。欧盟扩展委员长奥利·瑞恩曾预言冰岛将于2011年与克罗地亚一起加入欧盟。西于尔扎多蒂的时间表似乎说明瑞恩预言准了。政府表示加入条件谈判好后立刻即将投票。
2009年5月25日申请加入欧盟的法案正式在议会上提出。本来计划7月13日投票，后来推迟到7月16日。首先独立党提出的全民公投被以32：30票驳倒，一票弃权。然后社会民主联盟提议申请欧盟成员的提议以33：28票的勉强多数通过，两票弃权。
各党派的姿态
| 组         | 党派 | 党派         | 表态 | 党派网站表示的主要原因                                                                                               |
| ---------- | ---- | ------------ | ---- | --- |
| 执政党     |      | 社会民主联盟 | 是   | “我们想要申请成为欧盟成员和开始谈判。在这个问题上我们寻求国家统一，对于我们来说全民公投是这个问题上的最高判决方法。” |
| 执政党     |      | 左绿运动     | 否   | “成为欧盟成员国将比歐洲經濟區协议更加削弱冰岛的独立和危害冰岛对其资源的控制。”                                       |
| 反对党     |      | 独立党       | 否   | “独立党明确要求立刻撤回冰岛对欧盟的申请。”                                                                           |
| 反对党     |      | 进步党       | 否   | “进步党相信在欧盟外国家和民族的利益能够最好获得保护”                                                                 |
| 反对党     | 运动 |              |      | |
| 不在议会内 |      | 国民运动     |      | |
| 不在议会内 |      | 自由党       | 否   | “关于欧盟的决定仅仅是通过2009年1月一个党内的投票决定的”                                                              |

### 申请
要成为成员国，一个国家必须首先申请并被认可为候选国家。为此该国家必须满足哥本哈根标准：它必须是一个稳定的民主国家，必须尊重人权。双方的谈判包括候选国是否达到经济标准、候选国的立法是否与欧洲联盟立法相容以及是否需要设立例外条件等等。
欧盟扩展委员奥利·瑞恩说双方的谈判不用一年的时间因为冰岛在加入歐洲經濟區的过程中已经采纳了三分之二的欧盟立法。在另一场合中他也说谈判可能会需要四年的时间。
2009年1月30日瑞恩说冰岛可以立刻与克罗地亚一起加入欧洲联盟。他说冰岛有漫长的民主历史，但是也说冰岛不应该获得特殊待遇。捕鱼限额和冰岛的捕鲸可能是谈判中最困难的问题。
2009年7月16日冰岛议会投票同意开始与欧盟谈判。冰岛议会欧盟事务委员会主席说冰岛在2013年前还不会达到加入欧盟的条件。但是冰岛政府则说它打算在2010年年末完成谈判。
2009年7月17日冰岛驻斯德哥尔摩大使把加入欧盟的申请书正式提交给正在当任欧盟理事会主席的瑞典政府。2009年7月23日冰岛外交部长再次隆重把申请书递交给瑞典外长。
申请书的日期为2009年7月16日。欧盟理事会于27日正式接受申请书。

### 谈判
当时任欧洲理事会主席的瑞典宣布将把冰岛的申请作为重点。7月24日立陶宛议会全票支持给予冰岛的申请支持。7月27日马耳他也宣布支持冰岛的申请。
2009年9月西班牙外交部长访问冰岛讨论冰岛的申请。从2010年1月到6月西班牙出任欧盟理事会主席。9月8日欧盟委员会向冰岛发送了一份包含2500个问题的表格，询问冰岛是否满足政治和经济条件以及是否采纳了欧盟法律。2009年10月22日冰岛把答案交回。11月2日冰岛任命冰岛驻比利时的大使斯特凡·哈乌库尔·约翰纳松作为主谈判人。
2010年1月关于的争议成为一个问题。英国和荷兰希望冰岛政府补偿他们的一些公民由于一些冰岛银行倒闭蒙受的损失。假如冰岛不付钱的话英国和荷兰可能会在谈判中施加障碍。假如冰岛同意付钱的话那么冰岛可能会无法满足欧元汇合标准而无法引入欧元，而这正是冰岛要加入欧盟最重要的原因。欧盟理事会主席西班牙外交部长米格尔·安赫尔·莫拉蒂诺斯说这个争议不会影响冰岛的申请。英国外交大臣文禮彬也表示英国继续支持冰岛的申请。而荷兰外交部长则说这个正义虽然不会阻碍谈判的开始，但是它必须在冰岛加入之前解决。
2010年2月欧洲扩大和欧洲邻国政策委员提议欧洲联盟理事会开始与冰岛谈判。本来预期冰岛可以在3月的欧盟首脑会议上获得正式候选国地位，但是由于德国议会有权利批准扩大之类的重要欧洲政策，而其议会讨论需要议程安排，因此冰岛获得正式候选国地位被延迟。2010年4月22日德国议会投票同意开始与冰岛谈判。欧盟理事会于6月决定开始谈判。2010年6月17日欧盟正式授予冰岛候选国地位并开始谈判。
2010年7月27日谈判正式开始，而特定章節的審視在2010年11月15日開始。。通过入盟前援助工具冰岛从同月开始可以获得入盟前援助。
2010年11月谈判的第一份年报发表：主要争议依然是渔业和捕鲸，而的问题则有进展。
2011年6月27日检查过程结束，正式谈判开始。四个章节被打开：科学和研究、教育和文化、公共购物、信息社会和媒体。前两章立刻就结束了，这是史前未有的。冰岛计划在波兰任主席期间（2011年后半年）打开剩下章节中的一半，然后另一半在丹麦任主席期间（2012年前半年）打开。尽管渔业和的问题以及目前在国内加入欧盟没有多数，冰岛外交部长相信冰岛会加入，并相信欧盟会像1990年代与挪威谈判时一样显示出其灵活性。但是他也说最后会是欧盟的渔业国家来决定申请的结局。

## 时间表
| 日期           | 事件                           |
| -------------- | ------------------------------ |
| 1970年1月1日   | 冰岛加入欧洲自由贸易区         |
| 1992年5月2日   | 冰岛签署欧盟合作协议加入       |
| 1994年1月1日   | 冰岛加入欧洲经济区             |
| 2001年3月25日  | 冰岛加入申根区                 |
| 2009年7月16日  | 冰岛提交欧盟成员国申请         |
| 2009年9月8日   | 欧洲委员会向冰岛提交立法提问   |
| 2009年10月22日 | 冰岛回复提问                   |
| 2010年6月17日  | 冰岛被正式认可为候选国         |
| 2010年7月27日  | 双方开始谈判                   |
| 2010年11月15日 | 核查过程开始                   |
| 2011年6月21日  | 核查过程结束                   |
| 2011年6月27日  | 开始的四章开始，两章立刻关闭   |
| 2011年10月     | 下一轮政府间谈判               |
| 2015年3月      | 冰島宣佈放棄加入歐盟並撤回申請 |

## 谈判过程
| 章节                            | 谈判开始时欧盟的估计 | 核查开始       | 核查结束       | 章节打开      | 章节关闭      |
| ------------------------------- | -------------------- | -------------- | -------------- | ------------- | ------------- |
| 1.货物的自由移动                | 估计无大困难         | 2010年12月7日  | 2010年12月8日  | –             | –             |
| 2.劳工的自由移动                | 已经符合要求         | 2011年2月9日   | 2011年2月9日   | –             | –             |
| 3.设立和提供服务的自由和权利    | 有困难               | 2010年12月9日  | 2010年12月9日  | –             | –             |
| 4.资本的自由移动                | 有较大困难           | 2010年12月10日 | 2010年12月10日 | –             | –             |
| 5.公共购物                      | 估计无大困难         | 2010年11月15日 | 2010年11月15日 | 2011年6月27日 | –             |
| 6.公司法                        | 估计无大困难         | 2010年11月16日 | 2010年11月16日 | –             | –             |
| 7.知识产权法                    | 已经符合要求         | 2010年12月20日 | 2010年12月20日 | –             | –             |
| 8.竞争政策                      | 已经符合要求         | 2010年12月6日  | 2010年12月6日  | –             | –             |
| 9.金融服务                      | 已经符合要求         | 2010年11月18日 | 2010年12月15日 | –             | –             |
| 10.信息社会和媒体               | 已经符合要求         | 2010年11月17日 | 2010年11月17日 | 2011年6月27日 | –             |
| 11.农业合作化农村发展           | 有较大困难           | 2010年11月30日 | 2011年1月27日  | –             | –             |
| 12.食品安全、兽医和植物检疫政策 | 有困难               | 2011年2月14日  | 2011年3月31日  | –             | –             |
| 13.渔业                         | 有较大困难           | 2010年12月16日 | 2011年3月2日   | –             | –             |
| 14.运输政策                     | 有困难               | 2011年5月4日   | 2011年6月9日   | –             | –             |
| 15.能源                         | 估计没有大困难       | 2011年5月12日  | 2011年6月20日  | –             | –             |
| 16.税收                         | 有较大困难           | 2011年2月3日   | 2011年3月4日   | –             | –             |
| 17.经济和货币政策               | 有较大困难           | 2011年3月17日  | 2011年5月17日  | –             | –             |
| 18.统计                         | 有较大困难           | 2011年5月2日   | 2011年6月7日   | –             | –             |
| 19.深灰政策和就业               | 估计没有大困难       | 2011年2月7日   | 2011年3月16日  | –             | –             |
| 20.企业和工业政策               | 已经符合要求         | 2011年4月12日  | 2011年5月25日  | –             | –             |
| 21.跨欧洲网络                   | 已经符合要求         | 2011年5月6日   | 2011年6月10日  | –             | –             |
| 22.地区政策和结构设施协调       | 估计没有大困难       | 2011年1月31日  | 2011年2月22日  | –             | –             |
| 23.立法和基本法                 | 已经符合要求         | 2011年1月11日  | 2011年2月11日  | –             | –             |
| 24.司法、自由和安全             | 有困难               | 2011年4月14日  | 2011年5月24日  | –             | –             |
| 25.科学和研究                   | 已经符合要求         | 2010年11月25日 | 2011年1月14日  | 2011年6月27日 | 2011年6月27日 |
| 26.教育和文化                   | 已经符合要求         | 2010年11月26日 | 2011年1月14日  | 2011年6月27日 | 2011年6月27日 |
| 27.环境                         | 有困难               | 2010年11月22日 | 2011年1月19日  | –             | –             |
| 28.消费者和健康保护             | 估计没有大困难       | 2011年4月11日  | 2011年5月16日  | –             | –             |
| 29.海关联盟                     | 有困难               | 2011年3月8日   | 2011年4月6日   | –             | –             |
| 30.外交关系                     | 估计没有大困难       | 2011年4月8日   | 2011年5月19日  | –             | –             |
| 31.外交、安全和国防政策         | 估计没有大困难       | 2011年4月7日   | 2011年5月20日  | –             | –             |
| 32.财政监控                     | 有较大困难           | 2010年11月29日 | 2011年2月2日   | –             | –             |
| 33.财政和预算预防               | 估计没有大困难       | 2011年3月7日   | 2011年4月4日   | –             | –             |
| 34.机关                         | 无需讨论             | –              | –              | –             | –             |
| 35.其它问题                     | 无需讨论             | –              | –              | –             | –             |
| 进展                            |                      | 33章中的33章   | 33章中的33章   | 33章中的4章   | 33章中的2章   |

- 各章和总程序的解释（页面存档备份，存于）
- 谈判开始时对各章的分析取自 2010年欧洲委员会意见（页面存档备份，存于）
- 2010年-2011年核查会议时间表

核查是委员会和申请国之间就各章的符合程度之间的一系列会议。这些会议可以使得申请国了解加入的要求，以及使得委员会和成员国在谈判开始前核查申请国的程度。

## 公共舆论
自从双方开始谈判以来有过多次关于是否加入欧洲联盟以及采纳欧元的民意调查。其中最近的一次是由冰岛发行量最大的报纸《每日新闻》于2011年9月12日进行的。其结果为63.4%支持继续谈判，36.6%反对。

## 与其它欧盟国家的比较
假如冰岛加入欧盟的话其首都雷克雅維克将是欧盟最西和最北的首都。以下表格显示雷克雅維克与欧洲其它首都的比较：
| 欧盟最北的首都 | 欧盟最北的首都 | 欧盟最北的首都                      |  | 欧盟最西的首都 | 欧盟最西的首都 | 欧盟最西的首都                      |
| 國家           | 城市           | 座標                                |  | 國家           | 城市           | 座標                                |
| 冰岛           | 雷克雅維克     | 64°08′N 21°56′W / 64.133°N 21.933°W |  | 冰岛           | 雷克雅維克     | 64°08′N 21°56′W / 64.133°N 21.933°W |
| 芬兰           | 赫尔辛基       | 60°10′N 24°56′E / 60.167°N 24.933°E |  | 葡萄牙         | 里斯本         | 38°42′N 9°08′W / 38.700°N 9.133°W   |
| 爱沙尼亚       | 塔林           | 59°26′N 24°44′E / 59.433°N 24.733°E |  | 爱尔兰         | 都柏林         | 53°20′N 6°15′W / 53.333°N 6.250°W   |
| 瑞典           | 斯德哥尔摩     | 59°21′N 18°04′E / 59.350°N 18.067°E |  | 西班牙         | 马德里         | 40°23′N 3°43′W / 40.383°N 3.717°W   |

假如冰岛加入欧盟的话它将是人口最少的成员国，由于它的面积（10.3万平方公里）与现欧盟成员国的平均面积（165,048平方公里）差不多，它将成为欧盟人口密度最低的成员国。以下列表列出其人口数和人口密度与一些其它欧盟成员国的比较：
| 人口数   | 人口数   | 人口数     |  | 人口密度 | 人口密度 | 人口密度   | 人口密度    | 人口密度 |
| 欧盟排位 | 国家     | 人口       |  | 欧盟排位 | 国家     | 人口       | 面积（km2） | 人口密度 |
| -------- | -------- | ---------- |  | -------- | -------- | ---------- | ----------- | -------- |
|          | 冰岛     | 319,756    |  |          | 冰岛     | 319,756    | 103,001     | 3.1      |
| 27       | 马耳他   | 416,333    |  | 27       | 芬兰     | 5,350,475  | 338,145     | 15.82    |
| 26       | 卢森堡   | 502,207    |  | 26       | 瑞典     | 9,347,899  | 449,964     | 20.77    |
| 25       | 塞浦路斯 | 801,851    |  | 25       | 爱沙尼亚 | 1,340,274  | 45,226      | 29.64    |
| 14       | 匈牙利   | 10,013,628 |  | 14       | 葡萄牙   | 11,317,192 | 92,391      | 109      |
|          | 欧盟平均 | 18,565,179 |  |          | 欧盟平均 | 18,565,179 | 160,177     | 115.9    |
| 2        | 法国     | 64,709,480 |  | 2        | 荷兰     | 16,576,800 | 41,526      | 399.2    |
| 1        | 德国     | 81,757,595 |  | 1        | 马耳他   | 416,333    | 316         | 1317.5   |

冰岛的人均国内生产总值在欧洲是领先的（第一个表格是按照2010年国际货币资金组织数据列的，第二个表格是按照2009年世界概况排列的）：
| 欧盟排列 | 国家     | 人均国内生产总值 |
| -------- | -------- | ---------------- |
| 1        | 卢森堡   | $80,304          |
| 2        | 荷兰     | $40,777          |
| 3        | 奥地利   | $39,454          |
| 4        | 爱尔兰   | $38,685          |
| 5        | 瑞典     | $37,775          |
| 6        | 丹麦     | $36,764          |
|          | 冰岛     | $36,681          |
|          | 欧盟平均 | $30,237          |
| 27       | 罗马尼亚 | $11,766          |

| 欧盟排列 | 国家     | 人均国内生产总值 |
| -------- | -------- | ---------------- |
| 1        | 卢森堡   | $78,000          |
| 2        | 爱尔兰   | $42,200          |
|          | 冰岛     | $39,600          |
| 3        | 奥地利   | $39,400          |
| 4        | 荷兰     | $39,200          |
|          | 欧盟平均 | $32,600          |
| 27       | 罗马尼亚 | $11,500          |

冰岛语也将成为欧盟母语人数最少的语言之一。